# 易搜比軟體
易搜比（eSobi）是一款支援多國語言 (包括繁體中文與簡體中文)的網路資訊整合軟體，主要三大功能為RSS新聞閱讀器、跨網搜尋、以及個人資料庫。自2007年起，易搜比（eSobi）已經全面搭載於宏碁個人電腦，支援微軟作業系統Windows XP與Windows Vista。

## 軟體歷史
易搜比（eSobi）是由易搜比控股公司於2006年所開發，是一個以微軟Windows為平台、整合了RSS閱讀、跨網搜尋以及網路資料匯整等多功能的共享軟體。易搜比（eSobi）也是少數獲得Certified for Windows Vista （页面存档备份，存于）與Works with Windows Vista （页面存档备份，存于）雙LOGO認證的新聞閱讀軟體，確保其在Windows Vista作業系統上的效能與穩定性。
自2007以來，易搜比（eSobi）與國際個人電腦大廠宏碁展開合作，於全球宏碁電腦中預載實用版易搜比（eSobi）軟體，提供免費RSS閱讀器以及個人資料庫功能。2009年的下半年，易搜比（eSobi）軟體更將會新增Podcast feed訂閱功能，成為更貼近使用者的網路影音資訊整合大師。

## 軟體特性
- RSS閱讀器，提供21國的當地新聞頻道。
- 離線閱讀功能。
- 純文字與摘要閱讀模式，讓新聞閱讀不受網頁廣告的干擾，並大幅增加頁面下載速度。
- 支援OPML格式，方便一次擷取多個RSS新聞頻道。
- 「頻道監看功能」讓使用者利用簡單的關鍵字，就能持續追蹤自己感興趣的新聞。使用者亦可用「新聞篩選功能」進一步快速找到所需的新聞資料。
- 跨網搜尋，一次搜遍Google、Yahoo、MSN三大搜尋引擎；相同的搜尋結果不會重複列出。
- 每次搜尋完成後都提供關鍵字建議，讓搜尋更精準、快速。
- 「搜尋歷史館」方便儲存完整搜尋紀錄，包括搜尋關鍵字、搜尋偏好、搜尋結果等。並提供搜尋的時間日期以供往後參考。
- 「文件剪輯館」讓使用者方便儲存RSS新聞與跨網搜尋項目，往後在易搜比介面下即可輕鬆找回儲存的網頁，而不用再新開視窗或軟體。
- 已儲存的新聞或搜尋網頁，可經由易搜比提供的簡易編輯工具來作重點標示，並可輕鬆分享給親朋好友。
- 支援14種語言，語言學習的好幫手。

## 外部連結
- eSobi手繪動畫 (YouTube影片) （页面存档备份，存于）
- 易搜比（eSobi）官方網站（英文）
- 易搜比（eSobi）軟體下載網頁
- 易搜比（eSobi）RSS訂閱網[永久]（簡體中文）